# 包约特
包约特（匈牙利語：Bajót），是匈牙利科马罗姆-埃斯泰尔戈姆州所辖的一个村。总面积16.44平方公里，总人口1557，人口密度94.7人/平方公里（2011年1月1日）。